# Kim Basinger
Kimila Ann Basinger (Athens, Georgia, 8. prosinca 1953.) američka je filmska glumica švedskog, irskog i čeroki podrijetla. Zaslužila je ugledne filmske nagrade, dobitnica je Oscara i nalazi se na 12. mjestu Playboyevog popisa najseksipilnijih žena 20. stoljeća.

## Životopis
Rođena je kao treće dijete jazz glazbenika i plivačice (koja je nastupala i sa slavnom Esther Williams u filmovima). Još je od djetinjstva govorila da će biti glumica. U pubertetu je plivala, plesala, vježbala gimnastiku i u šesnaestoj godini, savršenoga tijela pobijedila na Miss Junior izvodeći pjesmu iz mjuzikla My Fair Lady. Početkom 1970-ih odlazi u New York gdje joj ugovor za fotomodela nudi Eileen Ford (Ford Modeling Agency). Između snimanja i revija uspjela je pohađati satove glume, a u raznim je klubovima nastupala pod pseudonimom Chelsea.
Godine 1976. Basingerica se seli u Los Angeles i doživljava svoj prvi panični napadaj, nakon kojega nije šest mjeseci izlazila iz kuće. Prvi nastupi bili su joj u TV serijama Charliejevi anđeli i Six Million Dollar Man, a prva filmska uloga u Hard Country. Na sebe je skrenula pozornost nakon objavljivanja njezinih slika u magazinu Playboy za veljaču 1983. g., pa je uslijedila i uloga Bondove djevojke u filmu Nikad ne reci nikad sa Seanom Conneryjem kao Jamesom Bondom. Nakon toga je glumila s Burtom Raynoldsom i Robertom Redfordom, ali u erotsku zvijezdu promaknula ju je uloga u filmu 9 1/2 tjedana s Mickeyjem Rourkeom.
Nakon filma Batman snimala je lošije filmove, a odbijala uloge u filmovima koji su kasnije postali uspješnice poput Sirovih strasti. Onda su uslijedile i krize u privatnom životu, promašena investicija od 20 milijuna dolara u kupovinu gradića Braselton i objava bankrota nakon sudske odredbe o plaćanju odštete za film Boxing Helena. U to vrijeme ulazi u brak s Alecom Baldwinom, s kojim ima kći (Ireland Eliesse). Nakon poroda ponovno jako pati od agorafobije i povlači se iz javnosti, sve do ponude za film L.A. povjerljivo (1997. g.) i uloge zanosne plavuše za koju je dobila Oscara. Zahvaljujući toj ulozi postaje jedna od najbolje plaćenih hollywodskih glumica, ali se ponovno povlači, a brak se s Baldwinom raspada.

## Osobni život
Prije nego što je postala poznata, Basinger je bila u vezi s modelom Timom Saundersom, fotografom Daleom Robinetteom i nogometašem Joeom Namathom. Nije imala drugu javnu vezu sve do 2014., kada je započela vezu s Mitchom Stoneom. Kao Snyder i Peters prije njega, Stone je upoznao Basinger dok joj je radio frizuru na filmskom setu. Par nosi iste zlatne narukvice i od tada su počeli živjeti zajedno.

## Filmografija
- Hard Country (1981. g.)
- Mother Lode (1982. g.)
- Nikad ne reci nikad (1983. g.)
- The Man Who Loved Women (1983. g.)
- The Natural (1984. g.)
- Fool for Love (1985. g.)
- 9 1/2 Weeks (1986. g.)
- No Mercy (1986. g.)
- Spoj naslijepo (1987. g.)
- Nadine (1987. g.)
- My Stepmother Is an Alien (1988. g.)
- Batman (1989. g.)
- The Marrying Man (1991. g.)
- Final Analysis (1992. g.)
- Cool World (1992. g.)
- The Real McCoy (1992. g.)
- Wayne's World 2 (1993. g.) (cameo)
- A Century of Cinema (1994. g.) (dokumentarni film)
- Bijeg (1994. g.)
- Ready to Wear (1994. g.)
- L.A. povjerljivo (1997. g.) (eng. L.A. Confidential)
- I Dreamed of Africa (2000. g.)
- Bless the Child (2000. g.)
- 8 milja (2002. g.)
- People I Know (2002. g.)
- The Door in the Floor (2004. g.)
- Elvis Has Left the Building (2004. g.)
- Cellular (2004. g.)
- Jump Shot (2005. g.)
- The Sentinel (2006. g.)

## Vanjske poveznice
- Kim Basinger u internetskoj bazi filmova IMDb-u (engl.)